# Nghiên cứu hòa bình và xung đột

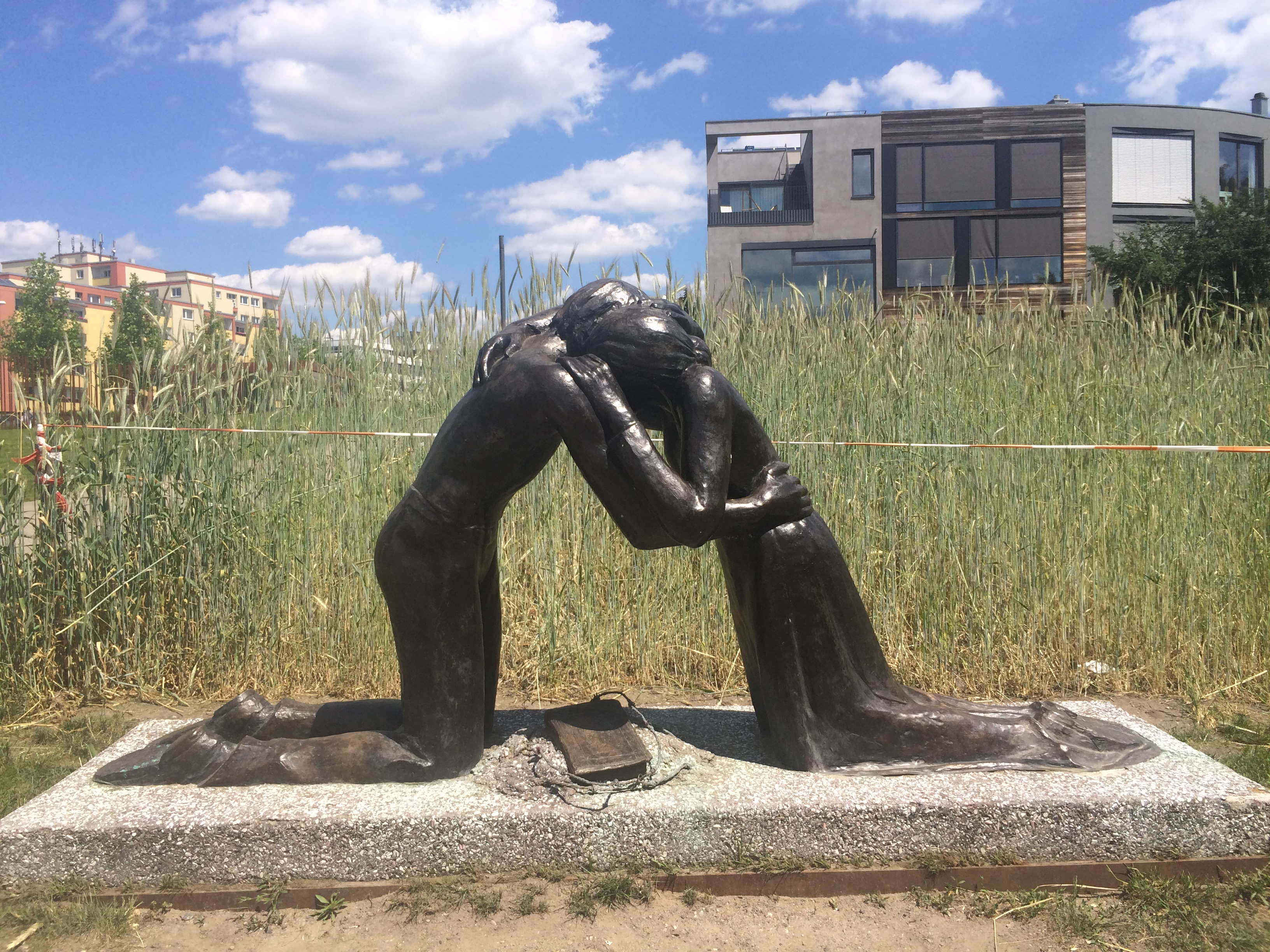
Bản sao tác phẩm điêu khắc Reconciliation (1977) của Josefina de Vasconcellos, ban đầu được tặng cho Khoa Nghiên cứu Hòa bình của Đại học Bradford, nằm phía trước Nhà thờ Hòa giải tại địa điểm cũ của Bức tường Berlin.

Nghiên cứu hòa bình và xung đột (tiếng Anh: peace and conflict studies) là một lĩnh vực khoa học xã hội có vai trò xác định và phân tích các hành vi bạo lực và bất bạo động cũng như các cơ chế cấu trúc gây ra xung đột (bao gồm cả xung đột xã hội), với mục đích tìm hiểu các quá trình dẫn đến tình trạng con người tốt hơn. Một biến thể của ngành này là nghiên cứu hòa bình (irenology), là một nỗ lực liên ngành nhằm ngăn chặn, giảm leo thang và giải quyết xung đột bằng các biện pháp hòa bình, từ đó tìm kiếm lợi ích tốt nhất cho tất cả các bên tham gia xung đột.
Ngành khoa học xã hội này trái ngược với khoa học quân sự, với mục đích đạt được chiến thắng có hiệu quả trong các cuộc xung đột, chủ yếu bằng các biện pháp bạo lực nhằm thỏa mãn một hoặc nhiều, nhưng không phải tất cả các bên liên quan. Các ngành liên quan có thể bao gồm triết học, chính trị học, địa lý, kinh tế học, tâm lý học, truyền thông học, xã hội học, quan hệ quốc tế, lịch sử, nhân loại học, nghiên cứu tôn giáo, nghiên cứu về giới, luật pháp, nghiên cứu phát triển và nhiều loại khác. Các phân ngành liên quan của các lĩnh vực này, chẳng hạn như kinh tế học hòa bình, cũng có thể được coi là thuộc về nghiên cứu hòa bình và xung đột.

## Miêu tả
Nghiên cứu hòa bình có thể được phân loại là:
- Đa ngành, bao gồm các yếu tố Chính trị và Quan hệ quốc tế (đặc biệt là lý thuyết quan hệ quốc tế quan trọng), Xã hội học, Địa lý, Tâm lý học, Nhân loại học và Kinh tế học.
- Đa cấp bậc. Nghiên cứu hòa bình kiểm tra hòa bình nội tâm, hòa bình giữa các cá nhân, hàng xóm, các nhóm sắc tộc, hôn nhân, các quốc gia và các nền văn minh.
- Đa văn hóa. Gandhi thường được coi là một người tiên phong của Nghiên cứu hòa bình.
- Vừa phân tích vừa chuẩn tắc. Là một môn học quy phạm, Nghiên cứu hòa bình liên quan đến các đánh giá giá trị, chẳng hạn như "tốt" và "xấu".
- Cả lý thuyết và ứng dụng.[2]

Đã có một cuộc tranh luận lâu dài và sôi nổi về các vấn đề giải trừ vũ khí, cũng như các nỗ lực điều tra, lập danh mục và phân tích các vấn đề liên quan đến sản xuất, buôn bán vũ khí và tác động chính trị của chúng. Một số nhà nghiên cứu đã nỗ lực lập lược đồ chi phí kinh tế của chiến tranh hoặc tái phát bạo lực, trái ngược với hòa bình.
Nghiên cứu hòa bình và xung đột hiện đã được thiết lập vị thế vững chắc trong khoa học xã hội: nó bao gồm nhiều tạp chí học thuật, các khoa của trường cao đẳng và đại học, viện nghiên cứu hòa bình, hội nghị, cũng như sự công nhận từ bên ngoài về tiện ích của nghiên cứu hòa bình và xung đột như một phương pháp.
Nghiên cứu hòa bình cho phép một người xem xét nguyên nhân và cách ngăn chặn chiến tranh, cũng như bản chất của bạo lực, bao gồm áp bức xã hội, phân biệt đối xử và gạt ra ngoài lề xã hội. Thông qua nghiên cứu hòa bình, người ta cũng có thể học các chiến lược kiến tạo hòa bình để vượt qua đàn áp và chuyển đổi xã hội để đạt được mục tiêu một cộng đồng quốc tế công bằng và bình đẳng hơn.
Các học giả nữ quyền đã phát triển một chuyên ngành trong nghiên cứu xung đột, đặc biệt là xem xét vai trò của giới tính và các hệ thống bất bình đẳng lồng vào nhau trong các cuộc xung đột. Tầm quan trọng của việc xem xét vai trò của giới tính trong công việc sau xung đột đã được ghi nhận bởi Nghị quyết 1325 của Hội đồng Bảo an Liên Hợp Quốc. Ví dụ về học bổng nữ quyền bao gồm nghiên cứu của Carol Cohn và Claire Duncanson.

## Mục tiêu

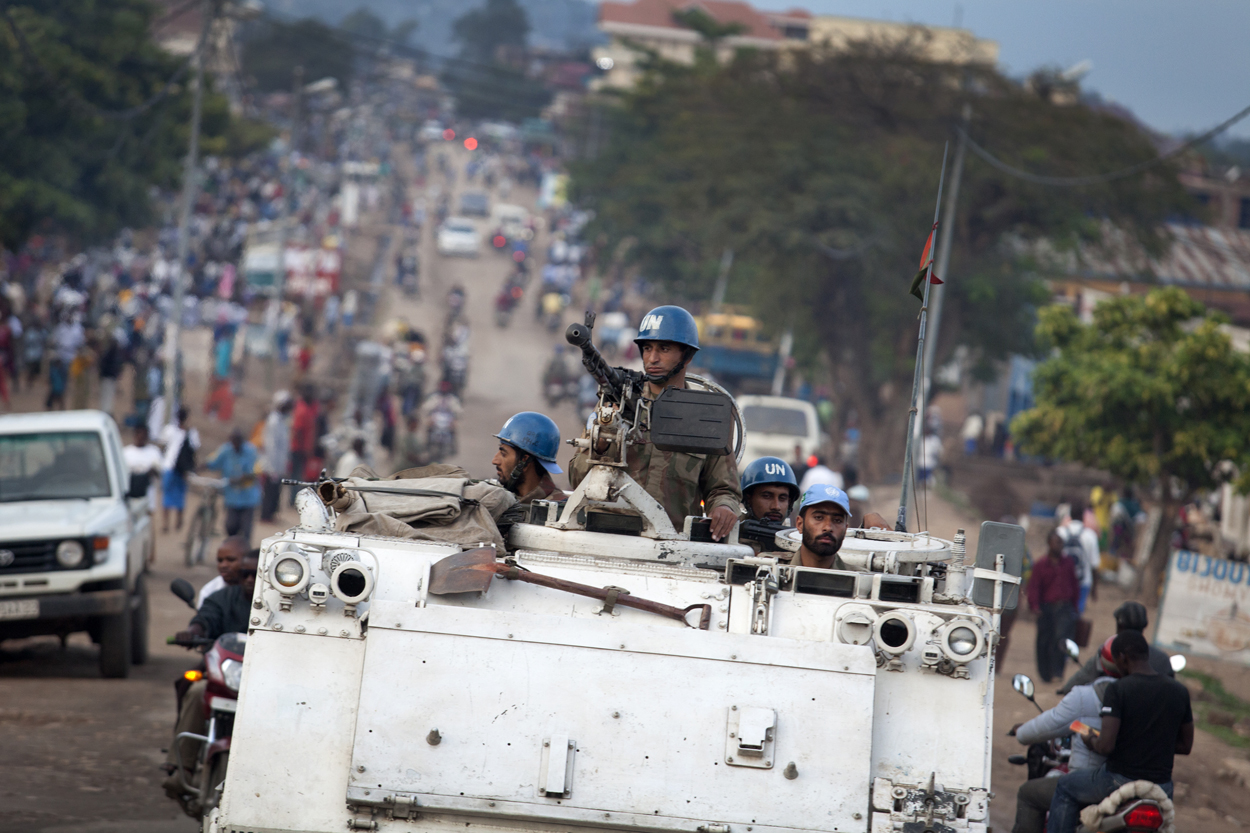
Các nỗ lực gìn giữ hòa bình của các lực lượng vũ trang có thể là một cách để hạn chế và cuối cùng là giải quyết xung đột.

Mục tiêu quy phạm của nghiên cứu hòa bình là chuyển đổi xung đột và giải quyết xung đột thông qua các cơ chế như gìn giữ hòa bình, xây dựng hòa bình (ví dụ: giải quyết sự chênh lệch về quyền, thể chế và phân phối của cải trên toàn thế giới) và kiến tạo hòa bình (ví dụ: hòa giải và giải quyết xung đột). Gìn giữ hòa bình nằm dưới sự bảo trợ của hòa bình tiêu cực, trong khi các yếu tố xây dựng hòa bình và kiến tạo hòa bình liên quan tới hòa bình tích cực.

## Giảng dạy nghiên cứu hòa bình và xung đột trong quân đội
Một trong những phát triển thú vị trong nghiên cứu hòa bình và xung đột là số lượng nhân viên quân sự thực hiện các nghiên cứu như vậy. Điều này đặt ra một số thách thức, vì quân đội là một tổ chức công khai cam kết chiến đấu. Trong bài báo "Teaching Peace to the Military", đăng trên tạp chí Peace Review, James Page lập luận về năm nguyên tắc để củng cố cam kết này, đó là tôn trọng nhưng không ưu tiên kinh nghiệm quân sự, dạy lý thuyết chiến tranh chính nghĩa, khuyến khích học sinh nhận thức về truyền thống và kỹ thuật bất bạo động, khuyến khích học sinh giải cấu trúc và giải thần thoại, đồng thời nhận ra tầm quan trọng của đức tính quân sự.

## Tài liêu thêm
- Singer, J. David (1976). "An Assessment of Peace Research." International Security. 1 (1): 118–137.